# Alexius Meinong
Alexius Meinong (Lviv, 17 de julho de 1853 – Graz, 27 de novembro de 1920) foi um filósofo austríaco cuja notoriedade se deve, em grande parte, a formulação de uma teoria de objetos não-existentes, duramente atacada por Bertrand Russell (não obstante o seu profundo respeito pela obra de Meinong). A maior parte da carreira de Meinong concentrou-se na Universidade de Graz (1882-1920), onde ajudou a estabelecer um importante centro de pesquisa em psicologia e filosofia — em particular, lógica e metafísica — conhecido como Escola de Graz.

## Biografia
Um dos resultados dessa escola foi precisamente a Teoria dos Objetos (Gegenstandstheorie) de Meinong. A teoria se baseia na suposta observação empírica de que é possível pensar em algo, como uma montanha de ouro, mesmo que esse objeto não exista. Como podemos nos referir a essas coisas, elas devem ter algum tipo de ser. Meinong distingue assim o "ser" de uma coisa, em virtude da qual pode ser um objeto de pensamento, da "existência" de uma coisa, que é o status ontológico substantivo atribuído, por exemplo, aos cavalos, mas negado aos unicórnios.
A teoria das descrições de Russell, que distingue claramente o sujeito gramatical do sujeito lógico, é uma tentativa de superar os paradoxos resultantes da doutrina de Meinong. Para Meinong, "a totalidade do que existe, incluindo o que existiu e existirá, é infinitamente pequena em comparação com a totalidade dos Objetos de conhecimento". A totalidade dos objetos, eis do que trata a Gegenstandstheorie.

### Livros
- Meinong, A. (1885). Über philosophische Wissenschaft und ihre Propädeutik.
- Meinong, A. (1894). Psychologisch-ethische Untersuchungen zur Werttheorie.
- Meinong, A. (1902). Über Annahmen, 1st ed.
- Meinong, A., ed. (1904). Untersuchungen zur Gegenstandstheorie und Psychologie (Investigations in Theory of Objects and Psychology), Leipzig: Barth (contains Alexius Meinong, "Über Gegenstandstheorie", pp. 1–51).
- Meinong, A. (1910). Über Annahmen, 2nd ed.
- Meinong, A. (1915). Über Möglichkeit und Wahrscheinlichkeit.
- Meinong, A. (1917). Über emotionale Präsentation.

### Artigos
- Meinong, A. (1877). "Hume Studien I. Zur Geschichte und Kritik des modernen Nominalismus", in Sitzungsbereiche der phil.-hist. Classe der kais. Akademie der Wissenschaften, 78:185–260.
- Meinong, A. (1882). "Hume Studien II. Zur Relationstheorie", in Sitzungsbereiche der phil.-hist. Classe der kais. Akademie der Wissenschaften, 101:573–752.
- Meinong, A. (1891). "Zur psychologie der Komplexionen und Relationen", in Zeitschrift für Psychologie und Physiologie der Sinnesorgane, II:245–265.
- Meinong, A. (1899). "Über Gegenstände höherer Ordnung und deren Verhältniss zur inneren Wahrnehmung", in Zeitschrift für Psychologie und Physiologie der Sinnesorgane, 21, pp. 187–272.

### Livros junto com outros autores
- Höfler, A., & Meinong, A. (1890). Philosophische Propädeutik. Erster Theil: Logik. F. Tempsky / G. Freytag, Vienna.

### Trabalhos editados postumamente
- Haller, R., Kindinger, R., and Chisholm, R., editors (1968–78). Gesamtausgabe, 7 vols., Akademische Druck- und Verlagsanstalt, Graz.
- Meinong, A. (1965). Philosophenbriefe, ed. Kindinger, R., Akademische Druck- und Verlagsanstalt, Graz.

### Traduções para o inglês
- On Assumptions (Über Annahmen), trans. James Heanue. Berkeley: University of California Press, 1983.
- On Emotional Presentation (Über emotionale Präsentation), trans. M.-L. Schubert Kalsi. Evanston, Ill: Northwestern University Press, 1972.
- "The Theory of Objects" ("Über Gegenstandstheorie"), trans. I. Levi, D. B. Terrell, and R. Chisholm. In Realism and the Background of Phenomenology, ed. Roderick Chisholm. Atascadero, CA: Ridgeview, 1981, pp. 76–117.

## Ligação externa
- Alexius Meinong's Theory of Objects